# اکشی
اکشی، روستایی از توابع بخش مرکزی شهرستان راسک در استان سیستان و بلوچستان ایران است.

## جمعیت
این روستا در دهستان مورتان قرار دارد و براساس سرشماری مرکز آمار ایران در سال ۱۳۸۵، جمعیت آن ۱۲۳ نفر (۳۱خانوار) بوده‌است.